# Lucio Benaglia
Lucio Benaglia (Bergamo, 6 gennaio 1922 – Novara, 26 ottobre 2002) è stato un politico italiano.

## Biografia
Insegnante e preside di scuola media. Esponente della Democrazia Cristiana, ricopre la carica di senatore per tre legislature, venendo eletto alle elezioni politiche del 1968, alle politiche del 1972 e a quelle del 1976; conclude il mandato parlamentare nel 1979.